# Spiros Argyros
Spiros A. Argyros é um matemático grego, que trabalha com a teoria dos espaços de Banach. É professor da Universidade Politécnica Nacional de Atenas.
Obteve um doutorado em 1977 na Universidade de Atenas, orientado por Stylianos Negrepontis.
Foi palestrante convidado do Congresso Internacional de Matemáticos no Rio de Janeiro (2018: Bourgain–Delbaen ℒ_∞-spaces and the scalar-plus-compact property and related problems).